# Nuoto ai Giochi della XVI Olimpiade - 200 metri rana femminili
La competizione dei 200 metri rana femminili di nuoto ai Giochi della XVI Olimpiade si è svolta nei giorni 29 e 30 novembre 1956 allo stadio del nuoto di Melbourne.

## Programma
| Data             | Round    | Note                           |
| ---------------- | -------- | ------------------------------ |
| 29 novembre 1956 | Batterie | I migliori 8 tempi alla finale |
| 30 novembre 1956 | Finale   |                                |

## Risultati

### Batterie
| Pos. | Atleta                  | Nazione       | Tempo  | Posizione |
| ---- | ----------------------- | ------------- | ------ | --------- |
| 1    | Ursula Happe            | Germania      | 2'54"1 | 1         |
| 2    | Klára Killermann-Bartos | Ungheria      | 2'54"6 | 2         |
| 3    | Elenor Gordon           | Gran Bretagna | 2'55"4 | 3         |
| 4    | Mary Sears              | Stati Uniti   | 2'58"2 | 7         |
| 5    | Colette Goossens        | Belgio        | 3'00"5 | 10        |
| 6    | Elena Zennaro           | Italia        | 3'05"2 | 13        |

| Pos. | Atleta              | Nazione       | Tempo  | Posizione |
| ---- | ------------------- | ------------- | ------ | --------- |
| 1    | Éva Székely         | Ungheria      | 2'55"8 | 4         |
| 2    | Vinka Jeričević     | Jugoslavia    | 2'56"0 | 5         |
| 3    | Eva-Maria ten Elsen | Germania      | 2'57"5 | 6         |
| 4    | Christine Gosden    | Gran Bretagna | 2'58"2 | 7         |
| 5    | Jytte Hansen        | Danimarca     | 2'59"8 | 9         |
| 6    | Éva Novák           | Belgio        | 3'02"7 | 11        |
| 7    | Barbara Evans       | Australia     | 3'03"6 | 12        |
| 8    | Ria Tobing          | Indonesia     | 3'14"2 | 14        |

### Finale
| Pos.    | Atleta                  | Nazione       | Tempo  |
| ------- | ----------------------- | ------------- | ------ |
| Oro     | Ursula Happe            | Germania      | 2'53"1 |
| Argento | Éva Székely             | Ungheria      | 2'54"8 |
| Bronzo  | Eva-Maria ten Elsen     | Germania      | 2'55"1 |
| 4       | Vinka Jeričević         | Jugoslavia    | 2'55"8 |
| 5       | Klára Killermann-Bartos | Ungheria      | 2'56"1 |
| 6       | Elenor Gordon           | Gran Bretagna | 2'56"1 |
| 7       | Mary Sears              | Stati Uniti   | 2'57"2 |
| 8       | Christine Gosden        | Gran Bretagna | 2'59"2 |